# Claudio Martini
Claudio Martini (n. 10 ianuarie 1951, Le Bardo⁠(d), Guvernoratul Tunis, Tunisia) este un politician italian, primarul al Pratei (1989–1995), senator al Italiei (2013–2018) și președinte al Toscanei din 18 mai 2000 până în 16 aprilie 2010.